# Kreuzkapelle (Lützenkirchen)
Die Kreuzkapelle ist ein katholisches Gotteshaus im Leverkusener Stadtteil Lützenkirchen, Ortsteil Lehn unweit der Lützenkirchener Straße. Sie gehört zur Pfarrgemeinde St. Maurinus und Marien.

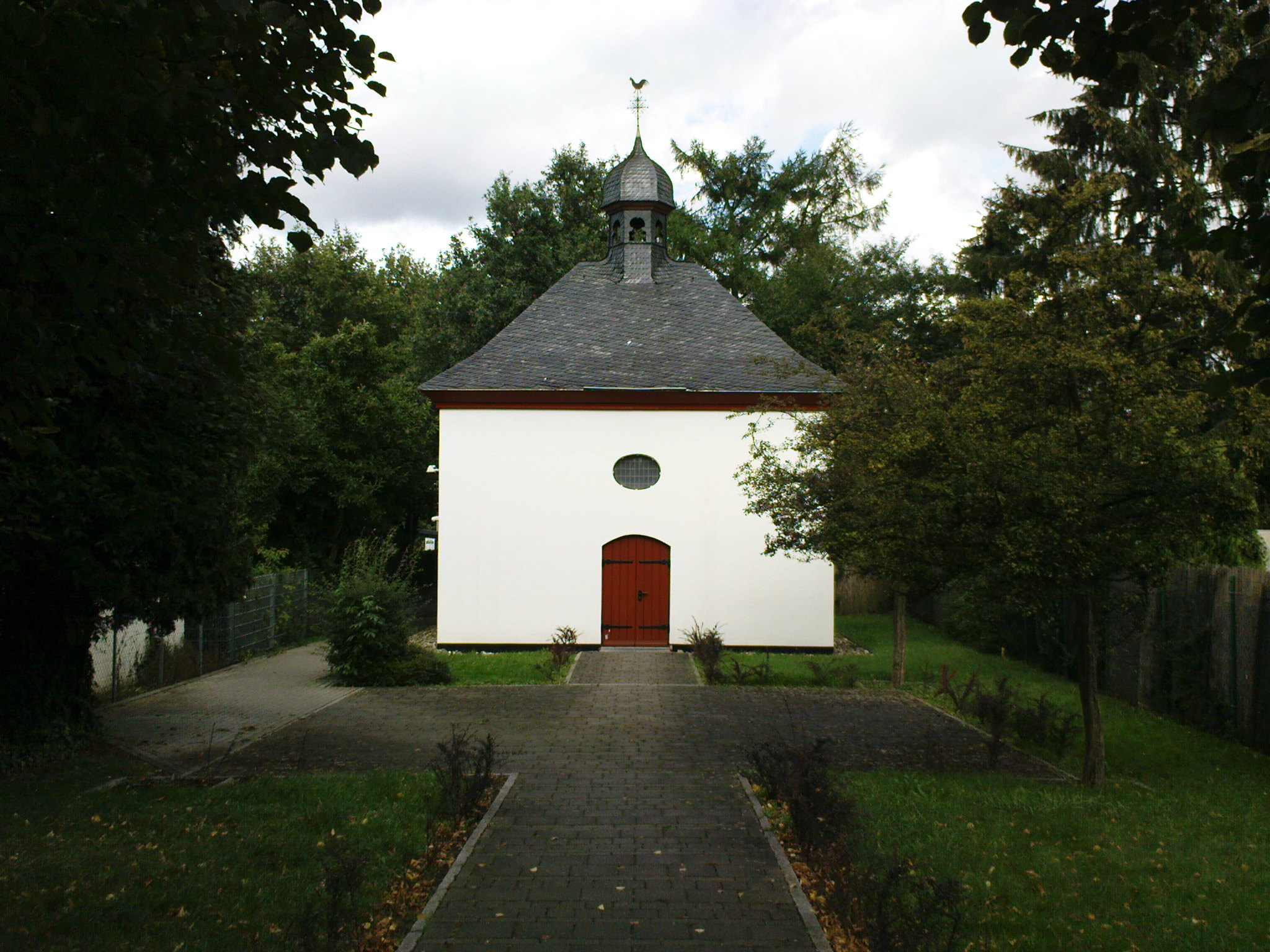
Kreuzkapelle in Lützenkirchen

## Geschichte
Die erste urkundlich erwähnte Kapelle wurde 1674 von Hofrat Hubert Daniels, dem „Dinger“ (Richter) des Amtes Miselohe, und seiner Ehefrau Elisabeth, geborene de Berghes errichtet. Konsekriert wurde sie 1714 vom Abt der Zisterzienserabtei Altenberg, Johann Henning, im Auftrag des Kölner Weihbischofs Johann Werner von Veyder. An Gerichtstagen des Lützenkirchener Landgerichts wurde in der Kreuzkapelle eine „Amtsfrühmesse“ gefeiert. Der Besitzer der Lehner Mühle hatte die Verpflichtung, Beiträge in einen Stiftungsfonds zu leisten, aus dem der Priester (der Primissarius, „Frühmesser“) bezahlt wurde, der diese Gottesdienste hielt. Die Äbte von Altenberg feierten an den Hauptfesten Kreuzauffindung (3. Mai) und Kreuzerhöhung (14. September) dort Gottesdienste, und bis 1962 taten dies in der Fasten- und Osterzeit regelmäßig auch die Pfarrer von Lützenkirchen.
Im Juni 1968 wurde die Kapelle abgerissen, um die Verbreiterung der Lützenkirchener Straße zu ermöglichen. Sie wurde bis 1970 um rund 60 Meter nach hinten versetzt originalgetreu wieder aufgebaut.

## Ausstattung
Zur Ausstattung der Kapelle gehören mehrere aus Holz gearbeitete, farbig gefasste Passionsszenen mit den Motiven „Ölberggruppe“, „Geißelung Jesu“, „Dornenkrönung“, „Kreuztragung“ und „Kalvarienberg“. Sie dürften in der Barockzeit entstanden sein, über Herkunft, Stifter und Künstler ist jedoch nichts bekannt.